# Associació cristiana del Mil·lenni
Associació cristiana del Mil·lenni és un grup religiós cristià separat l'any 1928 de la societat Watch Tower. Amb altres grups escindits d'arreu del món formen els anomenats Estudiants Lliures de la Bíblia.

## Història
Tenen el seu origen l'any 1928 quan els diferents grups d'Estudiants de la Bíblia italians de Connecticut dirigits per Gatano Boccaccio i Frank Tuzza, van gradualment allunyar-se de la societat Watch Tower i van romandre a banda de les innovacions introduïdes per Joseph Rutherford, per tornar als ensenyaments de Charles Taze Russell.
El 1933 constitueixen els primers grups d'estudi separats oficialment de la societat mare, que el 1931 ja havia adoptat el nom de Testimonis de Jehovà.
El seu líder espiritual durant aquests anys fou Gaetano Boccaccio, que començar a evangelitzar als seus familiars i coneguts a Itàlia per formar les primeres grups per estudiar la Bíblia. La primera reunió a Itàlia tingué lloc el 1949 a Messina, on foren batejats al voltant de 30 persones de les esglésies evangèliques Pentecostals. Avui a Itàlia encara hi ha diferents comunitats i partidaris escampats per tot el país, que tenen la seva seu a Pescara.

## Difusió
Tenen la seva seu mundial als Estats Units. Estan també presents a l'Àfrica, en els estats de Malawi i Austràlia. L'església publica la revista trimestral La nova creació i diversos fullets.

## Creences
- Creuen que Jehovà Déu és el creador de totes les coses i el pare dels creients, que és un ésser separat del seu fill, Jesús, i que l'Esperit Sant fou el poder de Déu en la creació, i no creuen en una Trinitat.

- Creuen que les persones s'han separat de Déu pels seus pecats, però poden reconciliar-se amb el creador sent deixebles de Jesucrist. Per això creuen en les seus ensenyances, el penediment, i el baptisme per immersió total en aigua. Creuen en la salvació per la gràcia de Déu, i els creients esperen viure una vida coherent amb les ensenyances de la Bíblia.[1]

- Després de la mort, els creients estan en un estat de no-existència, no tenen coneixement fins que la Resurrecció els retorni a la vida.[2]

- Creuen que el propòsit del segon adveniment és beneir a tota la humanitat, i renovar la terra com un paradís a les mateixes condicions que existien en el Jardí de l'Edèn.[3]

## Culte
Aquest grup predica que el culte no es limita a reunir-se el diumenge, sinó que és un estil de vida d'amor i de servei a Crist i la seva dedicació completa a la veritat de Déu com està revelada en les Sagrades Escriptures. Esperen que la majoria dels membres de l'església portin el missatge de l'Evangeli al món entre els seus familiars i amics.